# Geri i Freki
Geri (staronordijski Gera) i Freki (staronordijski Freka) su vukovi nordijskog boga Odina. Njihova imena znače "proždrljivi" ili "pohlepni". Često prate Odina kada on jaše svoga osmonogoga konja Sleipnira. 
Oni jedu Odinovu hranu za vrijeme večere u Valhali jer njemu samom nije potrebna. Vino mu je i jelo i pilo.
Međutim, ova dva vuka nisu jedini vukovi u nordijskoj mitologiji. Također, nisu jedini Odinovi ljubimci. 